# 10551 Göteborg
För andra betydelser, se Göteborg (olika betydelser).
10551 Göteborg eller 1992 YL2 är en asteroid i huvudbältet som upptäcktes den 18 december 1992 av den belgiske astronomen Eric W. Elst vid CERGA-observatoriet. Den är uppkallad efter den svenska staden Göteborg.
Asteroiden har en diameter på ungefär 15 kilometer och den tillhör asteroidgruppen Eos.